# عجز القراءة
عجز القراءة (بالإنجليزية: Reading disability)‏ هي الحالة التي يُعاني فيها المصاب من صعوبات في القراءة والتي تكون في الأساس نتيجةً لعوامل عصبية. ويندرج تحت هذه الحالة حالات مرضية عديدة منها: خلل القراءة النمائي أو عسر القراءة، تعذر القراءة أو اللاقرائية (خلل القراءة المكتسب)، وفرط القراءة.

## تعريفه
كان المعهد الوطني للإضطرابات العصبية والسكتات قد عرف عجز القراءة أو خلل القراءة بأنه: "هو العجزعن التعلم المعتمد في أصله على الدماغ والتي تُضعف بالتحديد مقدرة الشخص على القراءة "، فالمصابون بهذه الحالة يقرأون بمراحل أقل من المتوقع منهم مع أن معدلات ذكائهم طبيعية. وعلى الرغم من اختلاف هذا الاضطراب من شخص لآخر إلا أن المصابين به يشتركون في بعض الصعوبات فيما يتعلق بالتهجئة، العمليات الصوتية (معالجة الأصوات) و/أو الاستجابة الشفهية البصرية السريعة. يصيب هذا الخلل البالغين بعد إصابة في الدماغ أو في حالة الخرف، وقد يكون متوارث في العوائل؛ حيث كانت الدراسات الحديثة قد أظهرت أن عددًا من الجينات قد يُعرض الأشخاص للإصابة بعجز القراءة.

## أنواع عجز القراءة

### عسر القراءة
عسر القراءة هو العجز عن التعلم والذي يظهر على شكل صعوبات في فك الكلمات، وإدراك المقروء والطلاقة في القراءة. ويختلف خلل القراءة اختلافًا تامًا عن صعوبات القراءة الناجمة عن مسببات أخرى كالخلل اللاعصبي في الرؤية والسمع، أو النقص أو الضعف في دروس القراءة وإرشاداتها. وتُقدر الإصابات بخلل القراءة بنسبة 17-5 % من السكان. وكانت ثلاثة أنواع فرعية فكرية قد اقتُرحت لخلل القراءة هي (سمعي وبصري وانتباهي)، وبالرغم من ذلك فإن حالات الأشخاص المصابين بهذا الخلل تشرح أو تعرف ضمن العجز العصبي النفسي والعجز في التعلم (مثل: اضطراب نقص التركيز، اضطراب فرط الحركة، العجز عن تعلم الرياضات وغيرها). وحتى ولو كان هذا الخلل لا ارتباط له بالعجز الثقافي إلا أنه يعد عجزًا في القراءة والتعلم، ولأن تطور مهارة القراءة والمعرفة تكون مستقلة في الأشخاص المصابين بعسر القراءة؛ فإنه لا ارتباط بين خلل القراءة واختبارات نسبة الذكاء.
" يمكن أن تتسبب المشاكل العصبية بضرر في التحكم بأعصاب العين والذي من الممكن أن يتسبب بالشفع وهو ازدواج الرؤية"

### فرط القراءة
يوصف فرط قراءة الأطفال بكون نسبة ذكاء الطفل في المعدل أو فوق المعدل الطبيعي، ومقدرة الطفل القرائية أعلى من المتوقع ممن هو في سنه ومعدل ذكائه. ويمكن أن يُعرف فرط القراءة بالقدرة الفائقة على تمييز الكلمات والتي تكون أعلى من مستوى المهارات المتوقعة للطفل. وفي بعض الحالات يكون فرط القراءة مشكلة في فهم الحديث. معظم حالات فرط قراءة الأطفال أو حتى أغلبها تكمن في حالات اضطرابات التوحد، فمن بين 10-5% من الأطفال المصابين بالتوحد العقلي قُدرت إصابتهم بفرط القراءة.